# Neomochtherus confusus
Neomochtherus confusus är en tvåvingeart som beskrevs av Tsacas 1965. Neomochtherus confusus ingår i släktet Neomochtherus och familjen rovflugor. Inga underarter finns listade i Catalogue of Life.